# Spilocuscus rufoniger
Spilocuscus rufoniger é uma espécie de marsupial da família Phalangeridae. Endêmica da Nova Guiné Ocidental, na Indonésia.